# Eustrotia bipartita
Eustrotia bipartita là một loài bướm đêm trong họ Noctuidae.